# Helene Lange

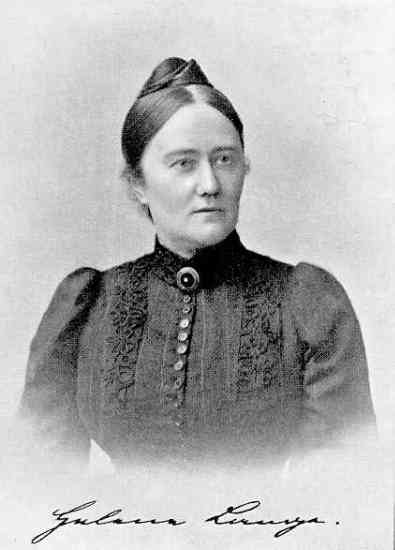
Helene Lange
Fotografie: Atelier Elvira, München vor 1899

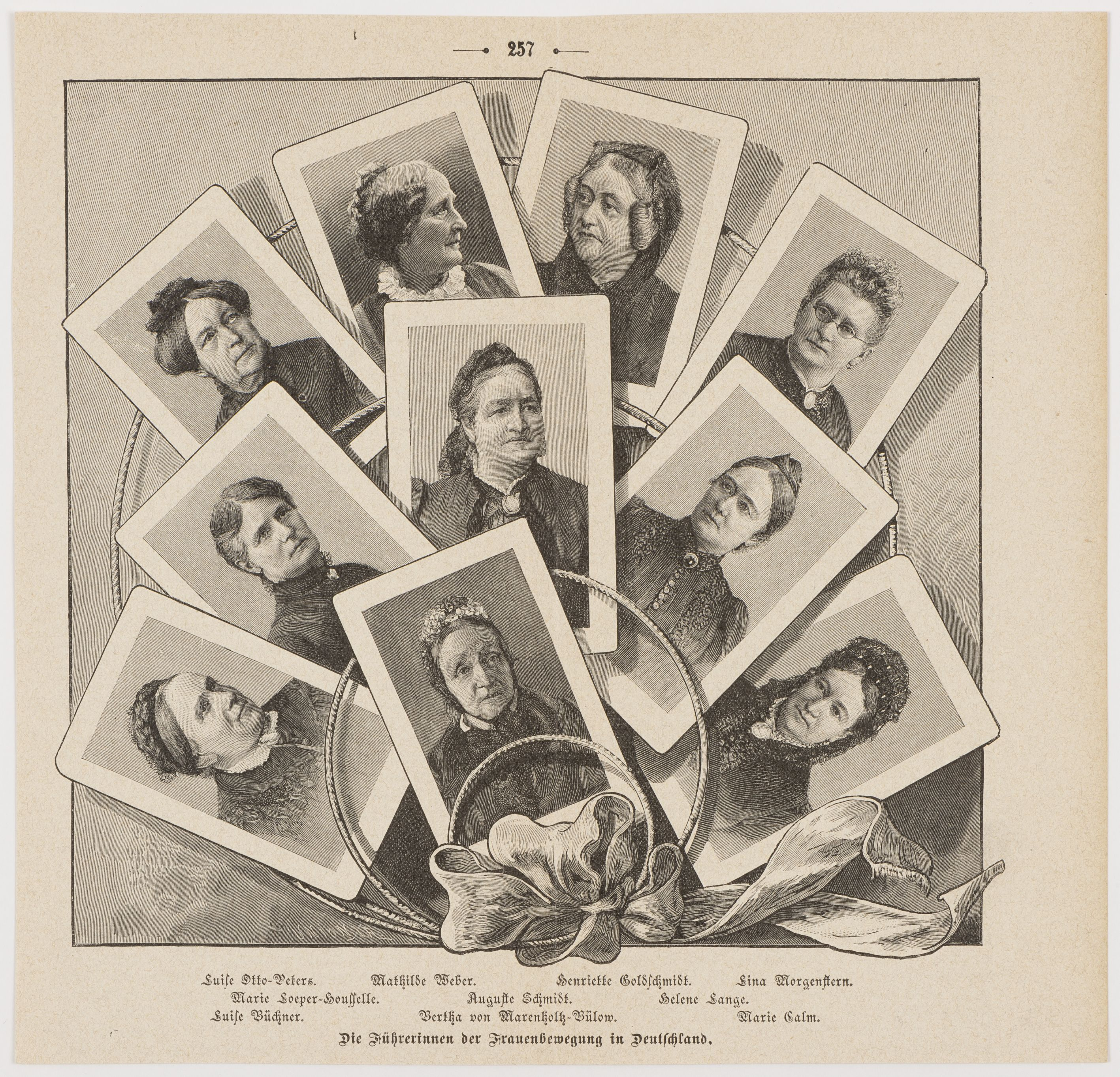
„Die Führerinnen der Frauenbewegung in Deutschland“ in Die Gartenlaube, 1894, Helene Lange in mittlerer Reihe 2. von rechts

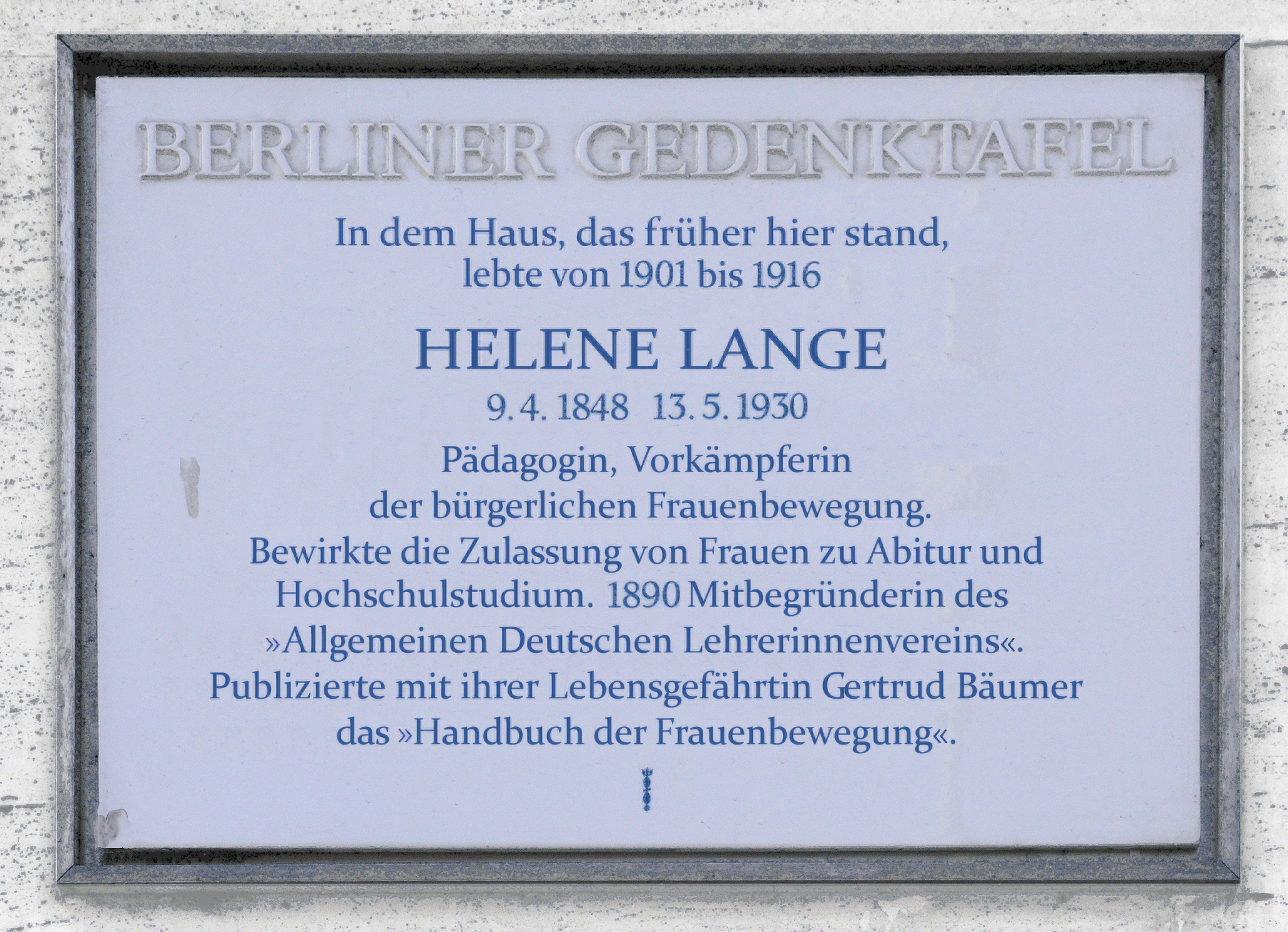
Berliner Gedenktafel am Haus Kunz-Buntschuh-Straße 7 in Berlin-Grunewald

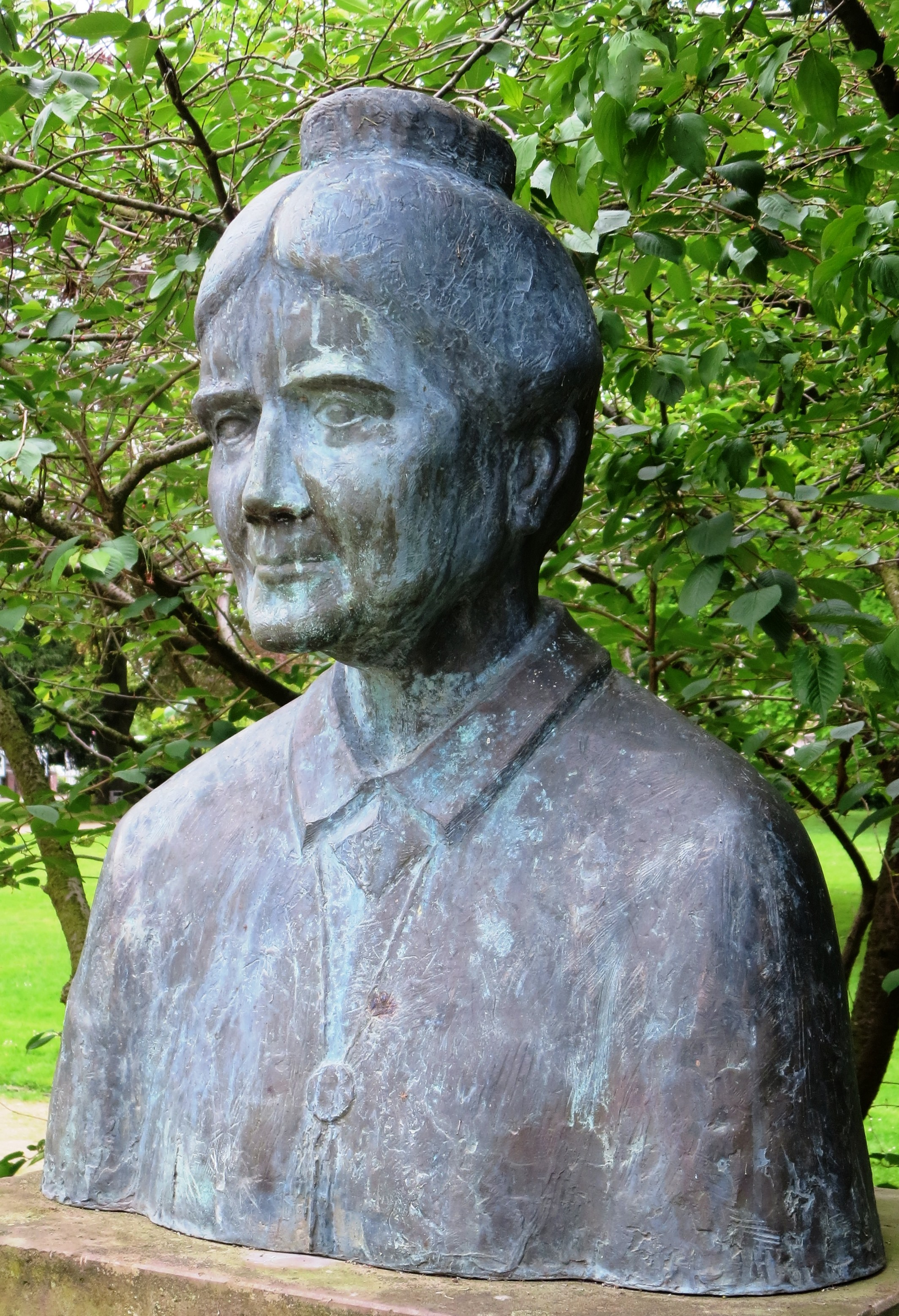
Büste von Udo Reimann (1995) auf dem Cäcilienplatz in Oldenburg

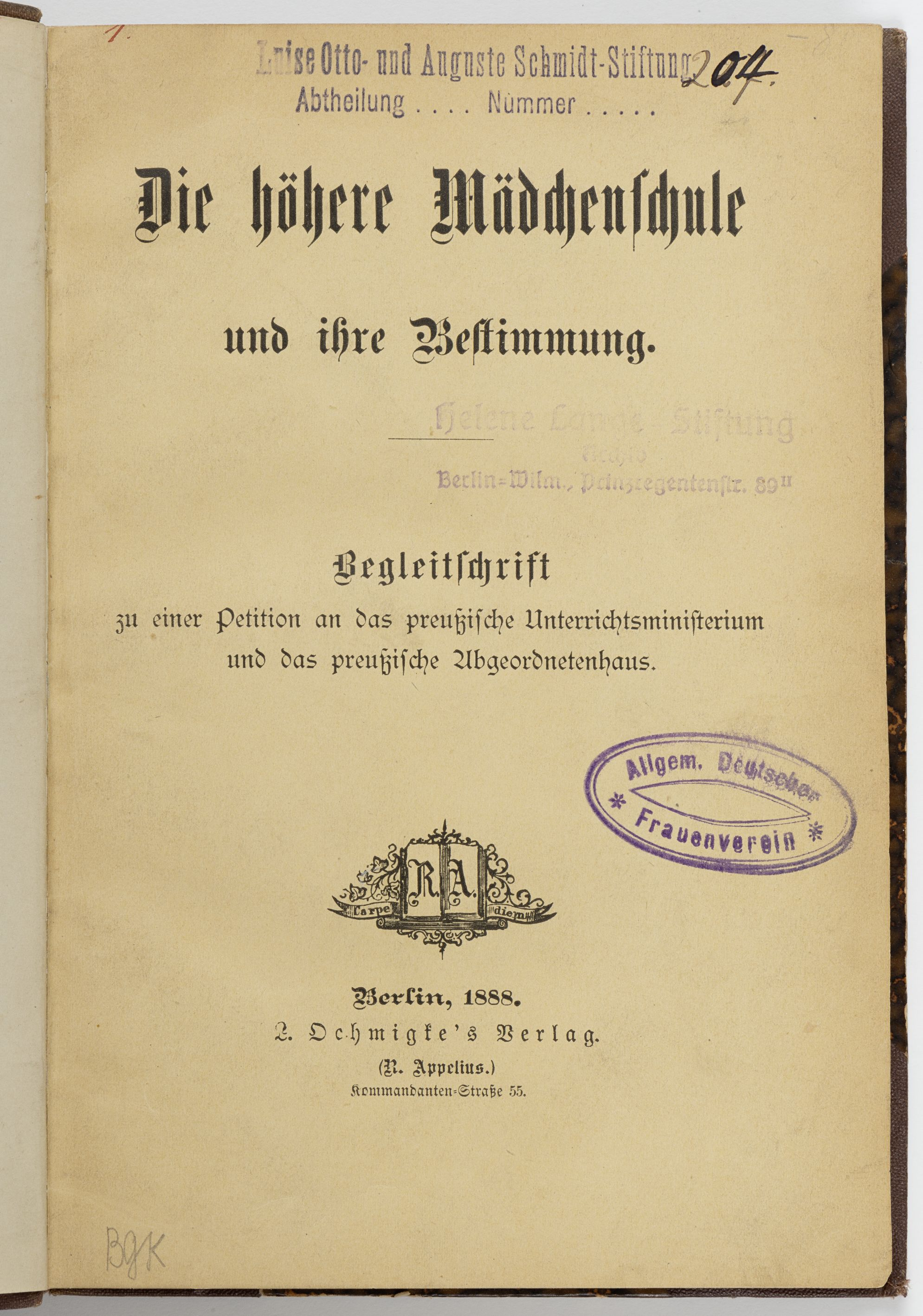
Titelblatt der „Gelben Broschüre“ (1887)

Helene Lange (* 9. April 1848 in Oldenburg; † 13. Mai 1930 in Berlin) war eine deutsche Politikerin (DDP), Pädagogin und Frauenrechtlerin. In den Jahren 1919 bis 1921 war sie Mitglied der Hamburgischen Bürgerschaft.

## Kindheit und Ausbildung
Helene Lange kam aus einem mittelständischen Elternhaus in Oldenburg. Ihre Eltern waren Johanne, geb. tom Dieck, und deren Mann, der Kaufmann Carl Theodor Lange. Als sie sechs Jahre alt war, starb ihre Mutter und 1864 ihr Vater. Im folgenden Jahr lebte sie daher als Pensionstochter im Haus des Pfarrers und Schriftstellers Max Eifert in Eningen unter Achalm. Hier erlebte sie nach der liberalen Erziehung durch ihren Vater zum ersten Mal die Nachordnung der Frauen gegenüber Männern und den absichtlichen Ausschluss als Frau von intellektuellen Diskursen. Andererseits weckte die geistige Atmosphäre des Pfarrhauses auch ihren Wunsch nach wissenschaftlicher und systematischer Ausbildung. Die Zeit im Eninger Pastorat gilt daher als prägende Erfahrung Langes im Hinblick auf ihre Zukunft als Frauenrechtlerin.
Das Jahr 1866 verbrachte Lange dann im Haus des Großvaters in Oldenburg ohne die Möglichkeit weiterer geistiger Bildung. Von der Ablehnung ihrer Bitte an den Vormund, das Lehrerinnenexamen machen zu dürfen, ließ sie sich nicht entmutigen und wirkte in der anschließenden Zeit bis zu ihrer Volljährigkeit neben weiterem Schulbesuch bereits als Lehrerin in einem elsässischen Pensionat sowie als Erzieherin in der Familie eines Osnabrücker Fabrikanten. Autodidaktisch bereitete sie sich nebenbei auf das Lehrerinnenexamen vor, das sie 1871 in Berlin ohne Schwierigkeiten bestand. Da während des gesamten 19. Jahrhunderts in Deutschland Mädchen respektive Frauen sowohl vom Erwerb der Hochschulzugangsberechtigung als auch vom Studium an einer Universität aufgrund der geltenden Rechtslage ausgeschlossen waren, vermochte Helene Lange nur dank eines kleinen ererbten Vermögens ihre privaten Studien der Fächer Latein, Geschichte und Philosophie in Berlin fortzusetzen. Danach war sie zunächst als Hauslehrerin tätig. Ab 1876 war sie als Lehrerin und Leiterin der Seminarklasse der Crainschen Anstalt tätig, einer privaten höheren Mädchenschule in Berlin mit angeschlossenem Lehrerinnenseminar. Sie unterrichtete in fast allen Fächern und Stufen, zuletzt als Leiterin des Lehrerinnenseminars.
Die von ihr selbst erlebte Begrenzung der Bildungs- und Berufschancen von Frauen im Deutschen Kaiserreich bildete seit Mitte der 1880er Jahre den Ausgangspunkt für ihr Engagement in der bürgerlichen Frauenbewegung. Erste Bekanntheit erlangte sie, als sie 1887 zusammen mit fünf anderen Frauen eine Petition an das preußische Unterrichtsministerium und das Preußische Abgeordnetenhaus richtete, in der eine größere Beteiligung der Frauen in den Mittel- und Oberstufen der Mädchenschulen sowie staatlichen Ausbildungsanstalten für Oberstufenlehrerinnen gefordert wurde. Der Antrag wurde abgelehnt.

## Veröffentlichungen und Wirkung durch Vereinstätigkeit
Als Begleitschrift mit der Petition veröffentlichte sie 1887 Die höhere Mädchenschule und ihre Bestimmung, in der sie die Ausbildung der Mädchen auf den „Höheren Töchterschulen“ schärfstens kritisierte. Dieses Schreiben wurde als die „Gelbe Broschüre“ bekannt. 1890 gründete sie in Friedrichroda zusammen mit Auguste Schmidt und Marie Loeper-Housselle den ADLV (Allgemeinen Deutschen Lehrerinnenverein). Da Mädchen zu jener Zeit in Preußen noch keine Gymnasien besuchen durften, rief sie in privater Initiative mit Hilfe eines Trägervereins in Berlin-Schöneberg 1889 Realkurse für Mädchen ins Leben, die 1893 von Gymnasialkursen abgelöst wurden. Die ersten sechs Schülerinnen dieser Gymnasialkurse legten 1896 als Externe am Königlichen Luisengymnasium in Berlin die Reifeprüfung ab.
1897 erwiderte Lange auf einen Artikel von Emilie Kempin-Spyri. Sie übte Kritik an Kempin und warf ihr eine „die deutsche Frauenbewegung unterminierende Thätigkeit“ vor.
Ab 1893 war Lange im Vorstand des Allgemeinen Deutschen Frauenvereins tätig, ab 1902 als Erste Vorsitzende. Von 1894 bis 1905 war sie im Vorstand des Bundes Deutscher Frauenvereine sowie Vorsitzende des Allgemeinen Deutschen Lehrerinnenvereins.
Um 1899 begann Lange, an einer Augenerkrankung zu leiden. Zu jener Zeit lernte sie ihre spätere Lebensgefährtin Gertrud Bäumer (1873–1954) kennen, die Lange zunächst als Assistentin in ihrer Arbeit unterstützte und später von Lange zu deren Nachfolgerin aufgebaut wurde. Gemeinsam edierten die beiden das Handbuch der Frauenbewegung (1901–1906) und gaben die Zeitschrift Die Frau (1893–1944) heraus.

## Bedeutung und Philosophie
Lange unterrichtete seit den 1870er Jahren als Lehrerin in Berlin. Sie setzte sich für gleiche Bildungs- und Berufschancen für Frauen ein und gilt als eine der wichtigsten Vertreterinnen des „gemäßigten“ Flügels der frühen deutschen Frauenbewegung. Sie forderte früh die Einführung des Frauenwahlrechts, stellte das Anliegen aber aus vermutlich taktisch-pragmatischen Gründen im Lauf der Zeit zurück und befürwortete stattdessen eine schrittweise Ausdehnung der Beteiligung von Frauen, zunächst in der kommunalen Verwaltung. Von der grundsätzlichen Überzeugung, dass nur volle staatsbürgerliche Gleichberechtigung das Ziel sein konnte, rückte sie jedoch entgegen zahlreichen anderslautenden Behauptungen nie ab. Gleichzeitig vertrat sie die Auffassung, dass der Kampf für eine bessere Bildung und bessere Berufsaussichten für Mädchen und Frauen sowie für eine Besserstellung von Frauen im Zivil- und Eherecht Priorität vor der Stimmrechtsforderung genießen sollten.
Ihr Feminismus war differenzialistisch geprägt. Sie betonte die „Verschiedenheit der Geschlechter“ und hielt die Mütterlichkeit (nicht Mutterschaft!) für die Conditio sine qua non der Weiblichkeit. Damit meinte sie, dass Frauen einen als spezifisch weiblich gedachten Einfluss auf das Gemeinwesen hatten. Dieser Einfluss sollte ausgebaut werden, um Fehlentwicklungen einer einseitig männlich geprägten Welt zu korrigieren. Die Aufgabengebiete für Frauen sah Lange dabei zunächst im pädagogisch-sozialen und medizinischen Bereich (wo sich bereits Berufsfelder für Frauen erschlossen hatten), wobei sie stärkere Beteiligung der Frauen in anderen Bereichen nie ausschloss. Vom Begriff der „geistigen Mütterlichkeit“, den sie hierfür geprägt hatte, rückte sie jedoch in den 1920er Jahren wieder ab, da sie ihn für missverständlich hielt. Insbesondere wurde nicht verstanden, dass sie die „geistige“ oder „organisierte Mütterlichkeit“ explizit auch als Konzept für die Beteiligung kinderloser Frauen an der Förderung und Weiterentwicklung des Gemeinwesens dachte, und dass es keineswegs nur um Fragen der Kindererziehung gehen sollte.
Lange war eine deutsche Patriotin, die unter anderem Theodor Körner, Giuseppe Garibaldi und Christian August von Schleswig-Holstein-Sonderburg-Augustenburg zu ihren Jugendhelden zählte. Die Farben Schwarz-Rot-Gold symbolisierten für die im Revolutionsjahr 1848 Geborene nicht nur die Nation, sondern insbesondere auch Einheit und Demokratie. Bei ihrer Beisetzung wurde der Sarg, ihrem Wunsch entsprechend, mit einer schwarz-rot-goldenen Flagge bedeckt.

## Politisches Engagement
Nachdem das Reichsvereinsgesetz von 1908 Frauen den Zutritt zu politischen Parteien ermöglicht hatte, trat Lange zusammen mit Bäumer und anderen führenden Frauenrechtlerinnen in die Freisinnige Vereinigung (FVg) ein, die 1910 in der Fortschrittlichen Volkspartei (FVP) aufging. Sie gehörte zu dem Kreis um Friedrich Naumann. Nach dem Ersten Weltkrieg gehörte Lange zu den Mitbegründerinnen der Deutschen Demokratischen Partei (DDP), für die sie 1919 in die Hamburgische Bürgerschaft als Alterspräsidentin einzog und deren Ehrenvorsitzende sie später wurde. Als Bäumer 1920 als Ministerialrätin ins Reichsministerium des Innern berufen wurde, siedelte Lange mit ihr wieder nach Berlin über. Lange, die nun über 70 Jahre alt und durch Krankheiten geschwächt war, wirkte danach kaum noch in der Öffentlichkeit und zog sich auf eine Beraterrolle für ihre Nachfolgerinnen zurück.

## Tod und Grabstätte

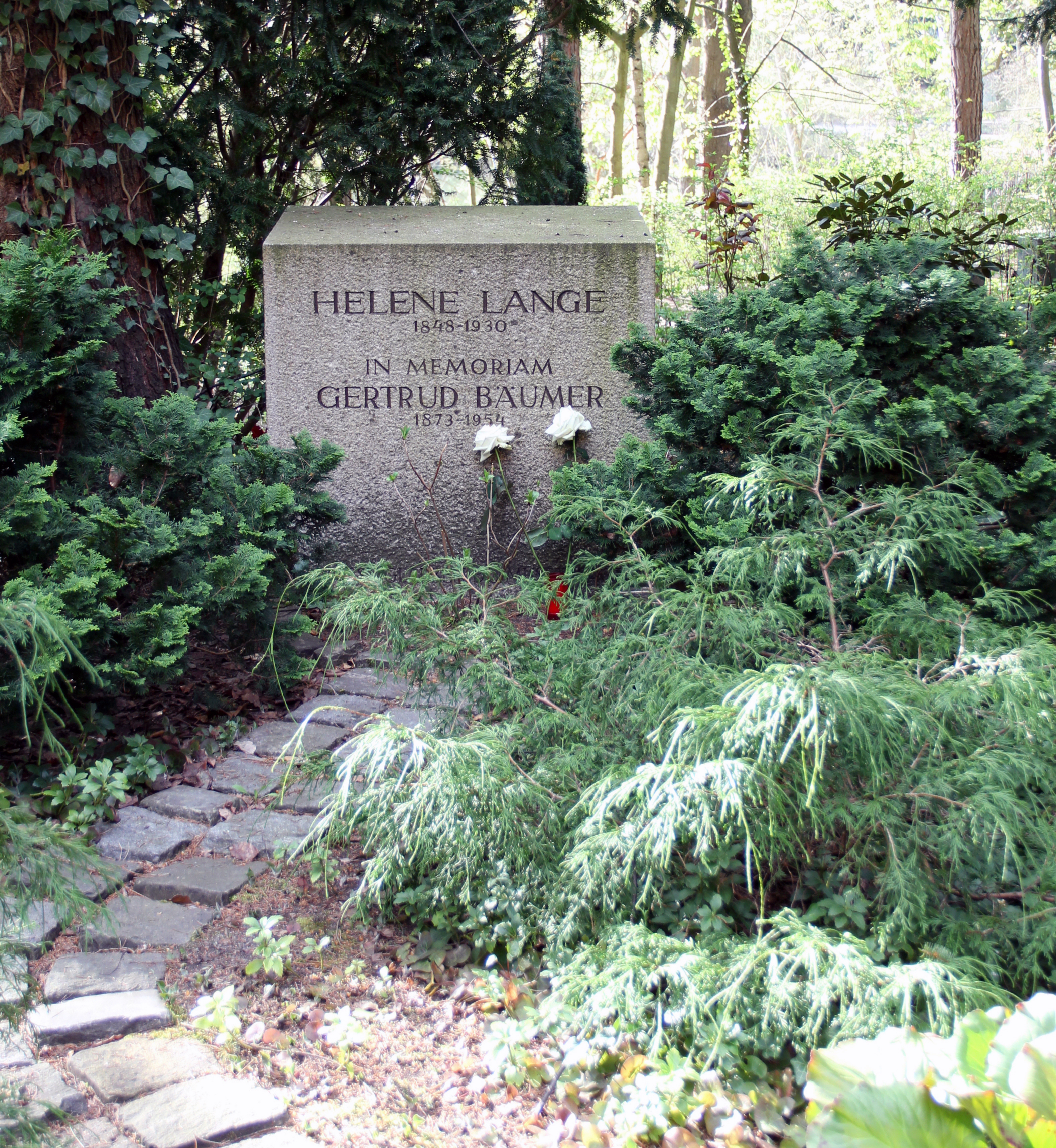
Ehrengrab von Helene Lange auf dem Friedhof Heerstraße in Berlin-Westend

Nachdem sie bereits seit längerem bettlägerig gewesen war, starb Helene Lange am Abend des 13. Mai 1930 im Alter von 82 Jahren in Berlin. Gertrud Bäumer weilte bis zuletzt am Totenbett. Die Trauerfeier fand am 17. Mai 1930 im Krematorium Wilmersdorf statt.
Das Grab Langes befindet sich auf dem landeseigenen Friedhof Heerstraße in Berlin-Westend. Auf dem großen, würfelförmigen Grabstein aus gestocktem Granit aus dem Fichtelgebirge, den der Allgemeine Deutsche Lehrerinnenverein gestiftet und der Bildhauer Ernst Gorsemann geschaffen hat, steht das Motto: „Du musst glauben, du musst wagen“. Eine weitere Inschrift erinnert an Bäumer, die in Bielefeld bestattet ist.
Auf Beschluss des Berliner Senats ist die letzte Ruhestätte von Helene Lange (Grablage: 5-A-1) seit 1956 als Ehrengrab des Landes Berlin gewidmet. Die Widmung wurde 2016 um die inzwischen übliche Frist von zwanzig Jahren verlängert.

## Ehrungen
- 1923 erhielt Helene Lange die Tübinger Ehrendoktorwürde.[12]
- 1925 wurde sie vom Parteitag der DDP zur Ehrenvorsitzenden gewählt.[13]
- 1928 erhielt sie die Ehrenbürgerschaft der Stadt Oldenburg. Heute gibt es in zahlreichen Städten Schulen, die den Namen Helene-Lange-Schule tragen.
- Im Wintersemester 1937/38 wurde eine Tübinger Gruppe der Arbeitsgemeinschaft Nationalsozialistischer Studentinnen nach Helene Lange benannt.[14]
- Der von der EWE Stiftung vergebene Helene-Lange-Preis ist nach ihr benannt.[15] Der Preis wurde von 2009 bis 2015 jährlich bundesweit an Nachwuchswissenschaftlerinnen der naturwissenschaftlich-technischen Disziplinen verliehen.[16] In der Neuauflage seit 2020 wird der Preis für herausragende Master- oder Doktorarbeiten im Bereich Digitalisierung an Absolventinnen von Hochschulen und Fachhochschulen in Niedersachsen und Bremen vergeben.[17]
- Im Bremer Stadtteil Neustadt ist eine Straße nach ihr benannt[18], ebenso seit 1950 in Hamburg-Harvestehude die Helene-Lange-Straße.[19]
- Anlässlich ihres 175. Geburtstags wurde ihr 2023 eine Briefmarke gewidmet.[20]

## Werke
- Schillers philosophische Gedichte. Eine Einführung in ihre Grundgedanken, Oehmigke, Berlin 1886.
- Die Frau. Monatsschrift für das gesamte Frauenleben unserer Zeit 1 (1893/94) – 51 (1943/44). Organ des Bundes Deutscher Frauenvereine. Herbig Verlag, Berlin, ISBN 3-89131-042-0.
- Entwicklung und Stand des höheren Mädchenschulwesens in Deutschland, hrsg. im Auftrag des Königlich Preußischen Ministeriums der der geistlichen, Unterrichts- und Medizinal-Angelegenheiten, R. Gärtners Verlagsbuchhandlung Hermann Heyfelder, Berlin 1893; OCLC 950452205.
  - Reprint Europäischer Hochschulverlag, Bremen 2016, ISBN 978-3-86741-483-8; eingeschränkte Vorschau in der Google-Buchsuche.
- Frauenwahlrecht. In: F. Ortmans (Hrsg.): Cosmopolis – an international monthly review. Heft III. Juli, August, September. 1896. London u. a., 1896, S. 539–554 (Digitalisat und Volltext im Deutschen Textarchiv).
- Das Endziel der Frauenbewegung. Berlin 1904 (Digitalisat und Volltext im Deutschen Textarchiv).
- Handbuch der Frauenbewegung. 5 Bände: Band 1, 1901, Band 2, 1901, Band 3, 1902, Band 4, 1902, Band 5, 1906. (Neuauflage: Harald Fischer Verlag, 1996, ISBN 3-89131-138-9) im Internet abrufbar unter: Textarchiv – Internet Archive.
- Die parlamentarische Niederlage des Frauenstimmrechts in England. In: Die Frau 15 (1907), S. 420–423 (Digitalisat und Volltext im Deutschen Textarchiv).
- Die Frauenbewegung in ihren modernen Problemen. Leipzig 1908 (Neuauflage: Tende Verlag, Münster 1983, ISBN 3-88633-915-7).
- Eine Stichprobe auf das passive Frauenwahlrecht. In: Die Frau (1918), S. 353–354 (Digitalisat und Volltext im Deutschen Textarchiv).
- Helene Lange: Lebenserinnerungen im Projekt Gutenberg-DE.
- Kampfzeiten. Aufsätze und Reden aus vier Jahrzehnten. 2 Bde., Berlin 1928.
- Briefe. Was ich hier geliebt. Herausgegeben von Emmy Beckmann und Gertrud Bäumer. Wunderlich, Tübingen 1957; urn:nbn:de:bvb:355-ubr20146-3.